# Kazys Morkūnas
Kazys Morkūnas (* 4. März 1925 in Žiežmariai, Kreis Trakai, jetzt Rajongemeinde Kaišiadorys; † 22. Januar 2014 in Vilnius) war ein litauischer Glasmaler.

## Leben
Von 1946 bis 1951 studierte Morkūnas am Lehrstuhl für Dekorative und Monumentalmalerei des Instituts für angewandte und dekorative Kunst in Kaunas. 1952 absolvierte er das Studium bei Stasys Ušinskas am Lietuvos dailės institutas (LDI) in Vilnius. Ab 1953 lehrte er am LDI. Von 1977 bis 1985 und von 1993 bis 1997 war er Leiter des Lehrstuhls für Zeichnung von VDI. Ab 1976 war er Professor des Instituts.
1953 entwickelte Morkūnas als einer der ersten die experimentellen Glasfenster von mehreren dünnen verschmolzenen Glas-Schichten entwickelt. Frühzeitige Glasmalerei ist durch realistische figurative Malerei mit Verzierungen („Taika žemėje“, 1955; „Jūratė und Kastytis“, 1956; „Subatos vakarėlį“, 1959) gekennzeichnet. Ab dem siebten Jahrzehnt nutzte Morkūnas Barren-Bauteil aus Glas, kombiniert mit Beton, Glas kombiniert mit verschiedenen Texturen („Pirčiupis“, 1962).
Seine Arbeiten befinden sich im Museum IX fortas in Kaunas, Kathedrale Vilkaviškis, J.Baltrušaitis-Schule in Moskau, in der Punskas-Schule, in der Kirche Utena, im Seimas-Gebäude.

## Auszeichnungen
- 1973: Staatspreis von Sowjetlitauen
- 1974: SSR Verdienter Künstler
- 1977: SSR Volkskünstler
- 1985: Staatspreis der UdSSR
- 2000: Gediminas-Orden, 4. Stufe
- 2011: LDS goldene Plakette
- 2013: Litauische Regierung Preis